# Branthult
Branthult är en mindre ort i Kråksmåla socken i Nybro kommun, nära gränsen till Högsby kommun. Branthult ligger på en sluttning strax norr om vägen mellan Kråksmåla och Allgunnen (H 612). Branthult omges av flera sjöar, bland annat Kvillen, Kleven och Bjärssjön som genomflyts av Badebodaån.

## Historik
Branthult ('Brandzhwlt') omnämns i Arvid Trolles Jordbok från ca. 1498. 1538–1541 hade Gustav Vasa här en gård med 9 spannland åker, ängbol till 16 lass hö, god ollonskog, god fämark, tre ålverken och fiskevatten i de omgivande sjöarna. Gården förräntade 5 pund smör årligen.
1544 meddelar Gustav Vasa att han, mot en summa pengar, är beredd att släppa Peter i Branthult som varit anhängare till Nils Dacke.
I Branthult finns en icke åldersbestämd blästbrukslämning.
En större fastighet i Branthult testamenterades 1930 till Kråksmåla landskommun att drivas som stiftelse.